# Накопительная часть пенсии
Накопи́тельная часть пе́нсии (или накопи́тельная пе́нсия) — пенсия в Российской Федерации, формируемая на основании пенсионных накоплений, учтённых в специальной части индивидуального лицевого счёта застрахованного лица. Такие накопления создаются за счёт страховых взносов работодателей и дохода от их инвестирования. Возможно пополнение лицевого счёта и самим работником.

## Круг обладателей пенсионных накоплений
Пенсионные накопления могут быть у следующих категорий россиян:
- любые лица, в том числе без официального трудового стажа, которые по своей инициативе заключили договор негосударственного пенсионного обеспечения (НПО) с любым негосударственным пенсионным фондом (НПФ). Порядок, пенсионная схема, условия выплат и налоговых вычетов оговорены договором НПО и не имеют отношения к государственной системе обязательного пенсионного страхования (ОПС) Пенсионного фонда Российской Федерации (ПФРФ). Учет денежных средств по договорам НПО с НПФ также фигурирует в документах и отчетах как «средства пенсионных резервов» и не имеет отношения к пенсионным накоплениям (в обычном понимании) в рамках государственной системы ОПС;

- граждане 1967 года рождения и моложе, которые обратились к своим работодателям до конца 2015 г. с просьбой переадресовывать долю страховых отчислений на формирование накоплений (то есть 16 % в страховую часть и 6 % в накопления, вместо того чтобы все 22 % шли в страховую). Для самых молодых граждан был предусмотрен больший срок, чтобы определиться. Однако, во многом эти положения остались на бумаге, так как с 2014 г. все отчисления работодателей (22 %) независимо от мнения работника стали распределяться в страховую часть (так называемая «заморозка»);

- граждане 1966 года рождения и старше, которые добровольно участвовали в программе государственного софинансирования пенсионных накоплений или направили средства материнского (семейного) капитала на будущую накопительную пенсию. Отчисления работодателей по обязательному пенсионному страхованию (ОПС) для этой группы лиц шли полностью на формирование страховой пенсии, в том числе ещё до «заморозки»;

- мужчины 1953—1966 года рождения и женщины 1957—1966 года рождения, если они в период с 2002 по 2004 год уплачивали страховые взносы на накопительную пенсию. С 2005 года эти отчисления были прекращены в связи с изменениями в законодательстве; у более молодых продолжались до 2013 года включительно.

## Типичный объём пенсионных накоплений
На практике накопленные средства и, следовательно, возможный размер накопительной пенсии обычно значительно ниже, чем страховой.
В 2021 году средний размер накопленных средств составлял менее 10 тысяч рублей. Около 2 млн потенциальных получателей выплат не стали обращаться в НПФ ввиду малости суммы и/или отсутствия информации.

## Условия и схемы выплат пенсионных накоплений
Получить накопления можно при следующих условиях: 
1. наличие накоплений;
2. достижение гражданином возраста 55 лет (женщины) или 60 лет (мужчины), то есть пенсионного возраста, действовавшего до реформы[3] (иными словами, повышение пенсионного возраста не коснулось пенсионных накоплений);
3. обращение гражданина к своему страховщику (ПФР или НПФ) для назначения накопительной пенсии.

Варианты распоряжения пенсионными накоплениями (схемы накопительной пенсии):
1. забрать всю сумму целиком и сразу (так называемая единовременная выплата), если накопительная часть не превышает 5 % от суммы страховой части обычной не накопительной пенсии;
2. заявить назначение так называемой срочной пенсионной выплаты (пенсия с заранее установленным самим пенсионером сроком), самостоятельно установить количество лет, в течение которых будут осуществляться пенсионные выплаты до исчерпания всех средств пенсионных накоплений, но не менее 10 лет (120 месяцев) по закону. В случае смерти гражданина невыплаченная по этой схеме часть накоплений достанется его наследникам в виде одноразовой денежной выплаты на указанный в заявлении банковский счет; наследство оформляется заранее в пенсионном фонде или НПФ, или устанавливается до достижения 6 месячного срока после смерти, в противном случае только через суд, как в случае с имущественным наследством.
3. заявить назначение пожизненной накопительной пенсии из расчета устанавливаемого государством ожидаемого периода дожития (этот срок увеличивается или не меняется от года к году, подробнее ниже), и такая схема пожизненной накопительной пенсии не предполагает наследования, поскольку вся сумма накоплений сразу передается в консолидированный фонд пожизненных выплат, выбравших эту схему, и делится на всех.
4. не принимать решение о назначении накопительной пенсии совсем и продолжать тем самым неограниченное количество лет увеличивать сумму за счет инвестиционного дохода фонда или НПФ, указав наследников (по заявлению). Сумма достанется наследникам в виде одноразовой денежной выплаты на указанный в заявлении банковский счет; в случае неуказания наследников они устанавливаются до достижения 6 месячного срока после смерти, в противном случае — только через суд, как в случае с имущественным наследством.

В сентябре 2019 года ПФР предложил поднять (примерно в 2,4 раза) порог пенсионных накоплений, ниже которого сумма будет выдаваться единовременно, а не в виде ежемесячных выплат. Аналогичные предложения в ноябре 2020 года поступили из Минтруда. Вопрос обсуждается.

## О размере и расчете пожизненной накопительной пенсии
Если обладатель накоплений выберет схему пожизненной накопительной пенсии, то её размер определяется как общая сумма накоплений (с учётом результатов их инвестирования), делённая на статистически ожидаемый период выплат в месяцах (также известный как период дожития, срок дожития, коэффицент дожития). Этот «ожидаемый период дожития» («срок дожития») устанавливается государством и постепенно увеличивается почти каждый год, поскольку более долгий ожидаемый период дожития позволяет сократить ежемесячный размер накопительной пенсии и тем самым снизить нагрузку на консолидированные фонды выплат. К примеру, для оформлявших накопительную пенсию в 2017 году он составлял 240 месяцев, в 2018-м — 246, в 2019-м — 252, в 2020-м — 258 месяцев. При этом, если пенсионер будет жить дольше, выплаты не прекращаются и не снижаются, поскольку статистически такие случаи учтены в периоде, по факту редки, не создают нагрузку на консолидированный фонд пожизненных выплат и ожидаемый срок дожития их учитывает в рамках статистической погрешности. На 2021 год был установлен расчетный период дожития 264 месяца, который сохранился и на 2022 год.
На 2023—2024 годы Минтруд предлагает сохранить период пожизненных выплат из расчета 264 месяца, вопрос решается.
Ожидаемый периода выплат пожизненной накопительной пенсии, оформляемой в текущем году (статистистический срок дожития), базируется на необходимых данных Росстата за прошлый год. Весной 2019 года Минтруд предложил вместо этого использовать прогноз ОПЖ 60-летних мужчин (55-летних женщин) для текущего, а не предшествующего года.

## «Заморозка» и перспективы реформы накопительной пенсии
Из-за «заморозки» на период с начала 2014 года по конец 2024 года поступления средств на формирование пенсионных накоплений россиян, по существу, приостановлено. Работодатели продолжают уплачивать прежний процент взносов в ПФР за своих работников, но накопления в виде реальных денег у них более не формируются, а средства тратятся на выплату страховой пенсии уже ставшим пенсионерами гражданам. 
В настоящее время обсуждается возможность введения новой системы формирования средств пенсионных накоплений — так называемого «гарантированного пенсионного плана» (ГПП) (вместо слова «план» сначала хотели использовать понятие «продукт»). В основе его лежит ранее предложенная Минфином концепция «индивидуального пенсионного капитала (ИПК)», предусматривающая отчисление не работодателем, а работником взносов (от 0% до 6% от зарплаты) в НПФ; все отчисления работодателей (22 %) будут направляться только в страховую часть. Шли разговоры о возможном внедрении подобной системы уже с 2020 года, но в конце марта 2019 года было решено отложить внесение соответствующего законопроекта, так как стало ясно, что в условиях крайне болезненной реакции населения на повышение пенсионного возраста (с 2019 года) любые новые инициативы в этой сфере будут восприняты негативно. Итоги проведённого Левада-Центром в конце мая 2019 года опроса свидетельствовали о неготовности граждан к внедрению системы ИПК и нежелании большинства в ней участвовать. В середине октября число лиц, которые захотят воспользоваться ГПП, оценивалось как не более чем 10 % населения.
Осенью 2020 года ФНПР представила соображения в пользу выведения накопительного компонента из системы государственного пенсионного страхования («заморозки навсегда»), на что министр финансов А. Г. Силуанов заявил о необходимости сначала запустить ГПП. В декабре того же года вопрос о возможности «демонтажа» системы обязательных пенсионных накоплений и более широкого внедрения индивидуальных инвестиционных счетов (счетов на бирже, дающих право на налоговые льготы) поднял зампред ЦБ С. А. Швецов. В феврале 2021 года политик С. М. Миронов оценил идею внедрения таких счетов как «опасную», а все инициативы с накопительной пенсией и добровольными взносами — как «бесполезные» (они актуальны только тогда, «когда финансовая система полностью стабильна, средний класс составляет больше 50 % населения страны»).
В конце июня 2021 года СМИ сообщили о достижении консенсуса между ЦБ и НПФ по вопросу о трансформации пенсионных накоплений в новую (обговариваемую) стандартизированную систему негосударственного пенсионного обеспечения (НПО) в рамках НПФ. Стандарт позволит исключить риски по сравнению с давно действующими в стране индивидуальными и корпоративными договорами НПО или с инвестиционными счетами у биржевых брокеров. При этом средства по новой предложенной системе будут принадлежать гражданам (в рамках договоров НПО), а не государству, как сейчас (в рамках ОПС).
За 2021—2022 годы никакого прогресса во внедрении накопительных пенсионных схем в России не произошло. В ноябре 2022 года появилась информация, что реформа накопительной пенсионной системы переносится как минимум на 2023 год. В первой половине 2023 года был разработан, одобрен правительством и (в июне) Думой законопроект о программе долгосрочных сбережений (ПДС). В основе его лежат идеи ИПК-ГПП.